# Leigh Woods (wieś)
Leigh Woods – wieś w Anglii, w hrabstwie Somerset, w dystrykcie (unitary authority) North Somerset. Leży 25,5 km od miasta Weston-super-Mare, 57,7 km od miasta Taunton i 177,9 km od Londynu. W 2016 miejscowość liczyła 571 mieszkańców.